# Rekunovka
Rekunovka - Рекуновка (rus) - és un poble (un khútor) de l'óblast de Bélgorod, a Rússia. El 2010 tenia 11 habitants. Pertany al districte (raion) de Stari Oskol.